# 506-os busz
Az 506-os jelzésű elővárosi autóbusz Maglód, autóbusz-forduló és Budapest, Örs vezér tere között közlekedik, kizárólag egy irányban. Egy Rákoskeresztúrig közlekedő csonkamenet kivételével minden busz az Örs vezér teréig közlekedik. 2016. október 2-áig 2211-es jelzéssel közlekedett.

## Útvonala
| Budapest felé |
| --- |
| Maglód, autóbusz-forduló vá. – Csokonai utca – Katona József utca – Fő út – Wodianer utca – Sugár út – Ecseri út – Ecser, Bajcsy-Zsilinszky utca – Rákóczi utca – Budapest, Zrínyi utca – Pesti út – Budapest, Rákoskeresztúr városközpont vá. (– Pesti út – Jászberényi út – Dreher Antal út – Élessarok – Fehér út – Budapest, Örs vezér tere vá.) |

## Megállóhelyei
| 0                                   | 0  | Maglód, autóbusz-forduló induló végállomás              | |
| 1                                   | 1  | Maglód, Határ utca                                      | 504, 505, 508, 509, 510, 575 |
| 2                                   | 2  | Maglód, Jókai utca                                      | 504, 505, 508, 509, 510, 575 |
| 4                                   | 4  | Maglód, benzinkút                                       | 504, 505, 508, 575 |
| 5                                   | 5  | Maglód, sportpálya                                      | 504, 505, 508, 575 |
| 7                                   | 7  | Maglód, művelődési ház                                  | 504, 505, 508, 575 |
| 9                                   | 9  | Maglód, Dózsa György utca                               | 504, 505, 508, 575 |
| 11                                  | 11 | Maglód, Falusi temető                                   | 504, 505, 508, 575 |
| Ecser–Maglód közigazgatási határa   |    |                                                         | |
| 13                                  | 13 | Ecser, újtelep                                          | 504, 505, 508, 575 |
| 14                                  | 14 | Ecser, művelődési ház                                   | 504, 505, 508, 575 |
| 17                                  | 17 | Ecser, Steinmetz Kapitány utca                          | 504, 505, 508 |
| 19                                  | 19 | Ecser, 6-os őrház                                       | 504, 505, 508 |
| Budapest–Ecser közigazgatási határa |    |                                                         | |
| 20                                  | 20 | Budapest, Schell Gyuláné tér                            | 97E, 162, 197, 262 504, 505, 508 |
| 22                                  | 22 | Budapest, Kucorgó tér                                   | 97E, 161, 161E, 162, 197, 202E, 262 504, 505, 508, 509, 510 |
| 24                                  | 24 | Budapest, Tápióbicske utca                              | 97E, 161, 161E, 202E 504, 505, 508, 509, 510 |
| 29                                  | 29 | Budapest, Rákoskeresztúr városközpont érkező végállomás | 46, 97E, 98, 161, 161A, 161E, 162, 169E, 195, 198, 202E, 262 484, 485, 486, 504, 505, 508, 509, 510 1070, 1075 |
| 46                                  |    | Budapest, Örs vezér tere érkező végállomás              | 10, 31, 32, 44, 45, 67, 85, 85E, 97E, 131, 144, 161, 161A, 161E, 168E, 169E, 174, 176E, 231, 244, 276E, 277 81, 82 3, 62, 62A 410, 430, 440, 441, 484, 485, 486, 505, 508, 509, 510 1040, 1049, 1070, 1075, 1077, 1078 |